# 뉴질랜드의 범죄

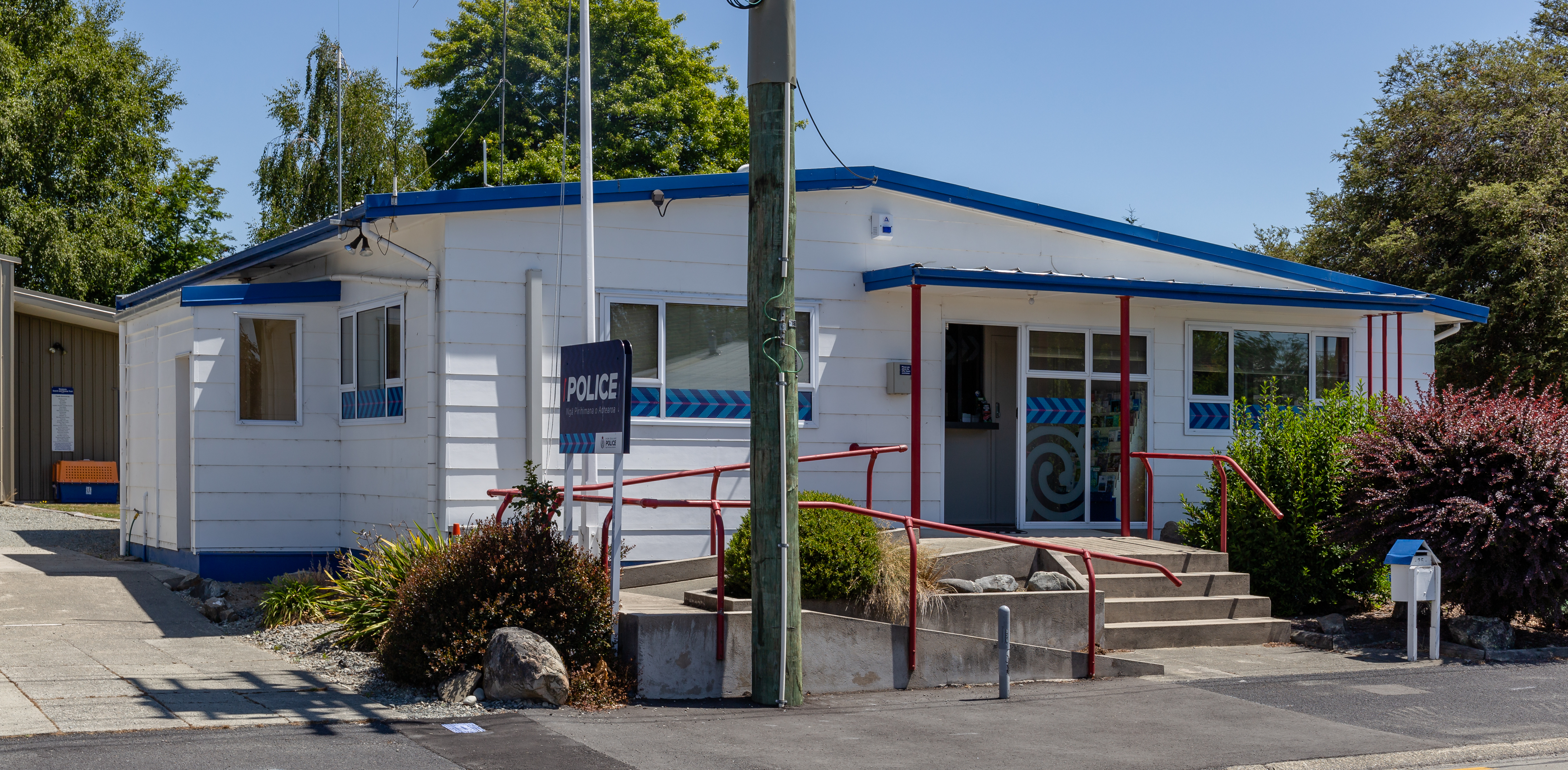
트와이젤의 경찰서.

뉴질랜드의 범죄는 주로 영미법계가 아닌 법령에 의해 정의된다. 주요 출처는 범죄 및 처벌에 대한 포괄적인 법규를 명시한 1961년 범죄법이다. 1981년 경범죄법은 무질서한 행동, 경미한 폭행, 공공 소란과 같은 덜 심각한 (요약) 범죄를 다룬다. 1975년 약물 오용법은 통제 약물의 소지, 사용, 제조 및 공급과 관련된 범죄를 다룬다. 다른 법률은 금융 범죄, 교통 위반 및 기타 종류의 범죄를 명시한다.
범죄를 정의하는 법률은 자주 업데이트되며, 종종 언론에서 강조되는 범죄 이야기, 특히 폭력과 관련된 범죄에 대한 반응으로 업데이트된다. 정치인과 대중은 범죄 발생률에 대한 정보를 언론에 의존하는 경향이 있으며, 다수의 설문 조사에 따르면 대다수의 뉴질랜드인들은 범죄가 증가하고 있다고 오해하고 있다. 선거 기간 동안 정치인들은 범죄를 '법과 질서' 문제로 너무나도 많이 언급하여 정치적 공으로 묘사되기도 한다. 모든 정당들이 범죄에 대해 누가 "약한지" 또는 "강경한지"에 대한 경쟁적인 정책과 비난을 내놓기 때문이다. 학자들은 범죄 단속 요구가 뉴질랜드에서 반복되는 패턴이 되었으며, 종종 미묘한 논의와 증거 기반 정책을 압도한다고 지적한다.
이 과정에서 뉴질랜드의 범죄 발생에 기여하는 주요 요인들은 대부분 무시된다. 여기에는 빈곤, 불우한 어린 시절 경험, 학교 성적 부진, 비행 청소년과의 교류, 약물 남용 및 중독, 정신 질환, 낮은 지능, 충동성, 특정 신경학적 또는 호르몬 요인이 포함된다. 뉴질랜드의 정치인들은 종종 피해자를 자신들의 관심의 중심에 둔다고 주장하지만, 성인으로서 범죄를 저지르는 사람들 중 상당수가 어린 시절에 피해를 입었다는 현실을 무시한다.
범죄율의 추세를 확립하는 것은 대중의 범죄 신고 의지와 경찰의 범죄 기록 방식 변경을 포함한 여러 요인으로 인해 복잡하다. 가장 중요한 변화는 2015년에 경찰이 법원에 기소된 범죄 대신 피해를 보고하기 시작했을 때 발생했다. 이로 인해 2015년 이전의 범죄율 분석은 변화 이후의 비율과 호환되지 않는다.
폭력 범죄 수준을 평가하는 것도 마찬가지로 어렵다. 낮은 수준의 위협, 경미한 폭행, 심각한 폭력 간의 상당한 차이로 인해 복잡하다. 범죄학자들은 살인율이 사회의 폭력에 대한 가장 신뢰할 수 있는 지표이며, 이는 뉴질랜드에서 몇 년 동안 비교적 안정적이었다고 믿는다. 다른 관점에서 보면, 2025년에 뉴질랜드는 경제평화연구소에서 발행한 세계 평화 지수에서 149개국 중 세 번째로 높은 순위를 기록했다. 국제적인 관점에서 뉴질랜드는 살기 좋은 '안전한' 나라로 인식된다.

## 뉴질랜드의 범죄에 대한 관점

### 대중의 인식
2014년 법무부의 콜마 브런턴이 2,051명의 뉴질랜드인을 대상으로 실시한 설문 조사에서 응답자들은 텔레비전, 신문, 온라인 뉴스 사이트가 범죄에 대한 가장 흔한 정보원이라고 보고했다. 2000년 이후 공공 설문 조사는 대다수의 뉴질랜드인이 범죄가 증가하고 있다고 믿는 것으로 일관되게 나타났다.
- 2003년 법무부 연구에 따르면 뉴질랜드인의 83%가 범죄가 증가하고 있다고 잘못 믿고 있었다.[3]
- 2009년 연구에서는 살인율이 감소하고 있음에도 불구하고 "범죄가 악화되었다는 압도적인 대중적 믿음"을 설명했다.[4]
- 2014년 법무부 설문 조사에 따르면 60%가 지난 한 해 동안 국가 범죄가 증가했다고 믿었다.[5]
- 2022년 사법 부문 장기 통찰 브리핑 또한 실제 범죄율은 시간이 지남에 따라 감소했지만, 대다수의 대중은 범죄가 증가하고 있다고 믿는다는 것을 확인한다.[6]
- 2024년에는 공식 통계에 따르면 감소 추세임에도 불구하고 뉴질랜드인의 87%가 지난 5년 동안 청소년 범죄가 증가했다고 믿었다.[7]
- 2025년에 발표된 범죄 및 피해자 조사(NZCVS)에 따르면 대부분의 뉴질랜드인은 전국적인 범죄에 대해 우려했지만, 자신들의 이웃에서 발생하는 범죄에 대해서는 덜 우려했다. 예를 들어, 성인의 80%가 전반적인 절도에 대해 우려를 표명했지만, 자신들의 지역사회에서 발생하는 절도에 대해 우려하는 사람은 40%에 불과했다. 마찬가지로, 전국적으로 신체 폭행에 대해 우려하는 사람은 78%였지만, 지역적으로는 23%에 불과했다.[8]

### 정치적 인식
뉴질랜드의 범죄 발생률에 대한 논의는 선거 시기에 언론에서 벌어지는 '법과 질서' 논쟁에 의해 주도되는 경향이 있다. 이러한 발전은 존 프랫 교수에 의해 형벌 포퓰리즘으로 묘사되었다: "주요 정당들이 상대방보다 범죄에 대해 더 강경하다는 것을 보여주기 위해 서로 경쟁하는 과정."
프랫에 따르면, 뉴질랜드는 영국과 미국처럼 형사 사법의 합의 모델(1980년대까지 지배적이었던)에서, 종종 언론 보도와 도덕적 공포에 의해 부추겨지는 대중의 여론에 호소하는 정책을 선호하여 정치인들이 전문가의 조언을 점점 더 무시하는 포퓰리스트 모델로 전환했다. 이 과정은 1990년대 중반에 현명한 선고 신탁 및 유사 로비 단체들의 캠페인에 이은 1993년 법과 질서에 대한 선거 국민 투표로 시작되었다.
1996년에 MMP(혼합 비례대표제)가 도입되면서 더 작고 종종 더 포퓰리스트적인 정당들(예: ACT 및 뉴질랜드 제일당)이 더 큰 영향력을 행사하게 되었다. 이로 인해 주요 정당들(노동당 및 국민당)은 유권자 지지를 유지하기 위해 더 징벌적인 수사 및 정책을 채택해야 한다는 압력이 증가했다. 1990년대의 잘 알려진 폭력 범죄들(예: 13명이 사망한 아라모아나 학살) 또한 피해자 권리와 더 가혹한 처벌 요구에 대한 언론의 관심 증가로 이어졌다.
정당들 간의 범죄에 대해 더 강경하게 보이는 경쟁은 지난 30년 동안 법과 질서 정책의 궤적을 형성했으며, 종종 효율성, 공정성 및 재활을 희생시켰다. 또한 뉴질랜드의 증가하는 수감자 수에도 기여했다. 2017년에서 2022년 사이에 노동당은 전문가 주도의 개혁으로 다시 전환하여 15년 동안 수감자 수를 30% 줄이는 목표를 세웠다. 그러나 국민당, ACT, 뉴질랜드 제일당 연립 정부는 이러한 포퓰리스트 접근 방식으로 돌아와 강경한 법과 질서 정책을 재개했다.

### 국제적 인식
뉴질랜드인의 범죄 및 안전에 대한 인식은 국제적으로 인식되는 것과 다르다. 2010년과 2011년에 뉴질랜드는 경제평화연구소에서 발행한 세계 평화 지수에서 149개국 중 1위를 차지했다. 이 지수는 부패, 폭력, 범죄율, 군사비 지출, 초등 교육 접근성을 포함한 23개 지표를 기반으로 한다. 투명성 인터내셔널의 2009년 부패 인식 지수에 따르면, 뉴질랜드는 세계에서 가장 부패하지 않은 국가이다.
2025년 세계 평화 지수에서 뉴질랜드는 세계 3위를 차지했으며, 아이슬란드(1위)와 아일랜드(2위) 바로 뒤를 이었다. 뉴질랜드는 높은 수준의 안전, 안정성 및 낮은 범죄율을 반영하여 전 세계적으로 가장 평화로운 국가 중 하나로 꾸준히 순위를 매기고 있다.

## 범죄 측정

### 통계적 문제
뉴질랜드의 범죄 통계는 경찰 업무 방식의 변화와 범죄 기록 방식에 영향을 받는다. 중요한 변화로는 경찰 기록 시스템 업그레이드, 2008년 전국 기록 표준 도입, 2014년 범죄 및 해결 방식 변경 등이 있다. 새로운 범죄 통계 기록 방식은 데이터 수집에 이상을 초래하여 현재 통계가 이전 데이터와 호환되지 않도록 만들었다.
범죄 통계는 또한 범죄를 신고하려는 대중의 의지 변화에 영향을 받는다. 이는 주목받는 범죄에 대한 언론의 관심과 경찰이 조치를 취할 것이라는 신뢰 수준을 포함한 수많은 요인에 따라 달라진다. 아래의 범죄 신고를 참조하라.

### 현재 표준
뉴질랜드 통계청은 범죄 데이터 수집 기준을 설정하고, 뉴질랜드 경찰, 뉴질랜드 교정부 및 뉴질랜드 법무부에서 통계 데이터를 수집한다. 각 부서 또한 자체 통계 데이터를 발행한다. 2010년 7월 1일부터 전체 사법 부문은 오스트레일리아 및 뉴질랜드 표준 범죄 분류 (ANZSOC)를 사용하여 범죄, 범죄자 및 유죄 판결 통계를 분류하고 집계한다.

### 범죄 신고
많은 범죄, 특히 성범죄 및 가정폭력은 신고되지 않아 공식 통계에 나타나지 않는다. 이는 피해자들이 경찰의 관심을 기울일 만큼 사소하다고 믿기 때문일 수 있으며, 이는 신고되지 않은 사건의 38%를 차지하는 가장 흔한 불신 이유이다.
신고율은 연령, 가구 유형, 민족에 따라 다르다. 예를 들어, 다인 가구에 거주하는 사람들은 자신이 피해자인 범죄, 특히 차량 범죄, 강도, 대인 폭력을 더 많이 신고할 가능성이 있다. 재산 범죄는 보험 청구에 경찰 보고서가 필요한 경우 더 많이 신고될 가능성이 있다. 언론 보도의 변화는 대중의 인식과 신고 행동에 영향을 미칠 수 있으며, 특히 주목받는 범죄의 경우 더욱 그렇다. 예를 들어, 미투 운동과 같은 언론 보도의 증가는 성폭행 피해자들이 경찰에 신고하는 증가의 원인으로 지목되었다.
그러나 많은 성폭행은 두려움, 수치심, 피해자가 발생한 일에 대해 비난받을 것이라는 믿음, 그리고 경찰의 심문을 받고 법정으로 가는 것이 잠재적으로 재트라우마를 일으킬 수 있기 때문에 신고되지 않는다. 2019년에는 성폭행의 94%가 신고되지 않은 것으로 추정된다.

### 피해율
법무부는 2006년, 2009년, 2014년에 범죄 및 안전 조사(NZCASS)를 실시하여 뉴질랜드의 범죄에 대한 다른 연구뿐만 아니라 피해율을 평가했다. 피해자 조사는 '범죄'의 3분의 1 미만이 실제로 경찰에 신고되는 것으로 나타났으며, 이는 오스트레일리아, 영국, 미국과 같은 유사 국가의 피해 조사와 일치한다. 그러나 피해자 조사는 또한 사법 시스템에서 반드시 범죄로 간주되지 않을 비교적 사소한 문제에 대한 보고를 포함하므로 수치 해석이 어렵다. 2018년 NZCASS 조사를 대체한 범죄 및 피해자 조사(CVS)에 따르면 2018년 10월부터 2019년 10월 사이에 전체 범죄의 4분의 1만이 경찰에 신고된 것으로 추정된다.

### 사건 해결
해결률은 '해결'이 어떻게 정의되는지에 따라 달라진다(예: 종결된 사건, 유죄 판결로 이어진 기소, 특정 해결률). 대인 범죄의 경우, 약 32%의 피해가 1년 이내에 종결된다. 이는 경찰이 범죄가 발생하지 않았다고 판단했거나 범죄자를 상대로 기소 절차를 진행했음을 의미한다. 재산 범죄의 경우, 동일한 기준으로 약 16%의 피해가 1년 이내에 종결된다. 주거 침입 강도 사건의 해결률은 약 11%이다. 경찰이 실제로 기소하는 경우, 70% 이상이 유죄 판결로 이어진다.
1998년에서 2014년 사이에 심각한 폭력 범죄의 해결률은 훨씬 높았다. 약 72%였다. 살인 사건 해결률은 이 기간 동안 62%에서 85%로 증가했다. 마약 및 반사회적 범죄는 일관되게 높은 해결률을 보이며, 종종 70% 이상이었고 2000년에는 80%를 넘기도 했다.
2010년대 중반 이후, 해결률 계산 방식에 상당한 변화가 있었으며, 범죄 신고 후 30일 이내에 결과를 보고하는 방향으로 전환되었다. 이러한 변화는 특히 더 긴 조사가 필요한 범죄의 경우 더 일관적이지만 때로는 낮은 해결률을 제공한다. 대인 범죄는 재산 범죄보다 두 배 이상의 해결률을 보인다. 그러나 전반적인 장기 추세는 해결률의 하향 추세를 보여주는데, 이는 전체 범죄 혼합에서 해결하기 어려운 재산 범죄의 비중이 증가했기 때문이다.

## 범죄율
|  |

### 총 기록된 범죄율

#### 20세기
기록된 범죄율을 기준으로 보면, 1950년대부터 범죄율은 꾸준히 증가하여 1992년에 인구 10,000명당 1,322건으로 최고치를 기록했는데, 이는 1950년 대비 7배 높은 수치였다. 1992년 최고치 이후, 기록된 범죄 건수는 감소하여 2005년에는 인구 10,000명당 994건을 기록했는데, 이는 1982년과 비슷한 수준이었다.
이 기간 동안 기록된 범죄의 가장 큰 범주는 부정직 범죄였으며, 주로 절도와 강도였다. 그러나 이들의 비율은 1996년부터 2005년까지 32% 감소했다.

#### 21세기
21세기에도 기록된 범죄율은 계속 감소했다. 2014년까지 총 범죄 건수는 22% 감소하여 1989년 이후 최저치를 기록했으며, 살인 및 재산 범죄에서 상당한 감소를 보였다. 경찰은 가장 큰 감소가 캔터베리에서 발생했으며, 2011년 크라이스트처치 지진 직후 기록된 절도 및 재산 피해 범죄가 크게 감소하여 기록된 범죄가 11% 이상 감소했다고 밝혔다.
2015년에 경찰은 범죄 기록 방식을 변경하여 범죄 건수를 세는 시스템에서 피해 건수를 세는 시스템으로 전환했다. 이러한 변화는 2015년 이전과 이후의 데이터가 비교 불가능하다는 것을 의미한다. 집계 규칙과 초점이 근본적으로 다르기 때문이다. 2015년에서 2018년 사이에 피해율은 사소한 변동과 함께 비교적 안정적으로 유지되었다.

#### 현대적 양상 (2018년-2024년)
2022년에 차량 돌진 약탈이 급증하여 언론과 대중의 상당한 주목을 받았다. 2022년 7월, 라디오 뉴질랜드 (RNZ)는 지난 5년간 차량 돌진 약탈이 400% 증가했으며, 체포된 사람의 76%가 18세 미만이라고 보고했다. 그러나 차량 돌진 약탈의 37%만이 경찰의 법 집행 조치로 이어졌다. 앤드루 코스터 경찰청장은 젊은 범죄자들을 나이 때문에 기소하기 어렵다는 우려를 표명했으며, 총리 저신다 아던은 재범률을 줄이기 위해 정부가 수감되지 않는 해결책을 선호한다고 강조했다.
차량 돌진 약탈에 대한 격렬한 홍보에도 불구하고, 뉴질랜드 범죄 및 피해자 조사에 따르면 2023년 뉴질랜드인의 약 32%가 범죄를 경험했으며, 이 수치는 2018년 이후 안정적으로 유지되었다. 실제로 사기는 가장 흔한 범죄가 되었으며, 지난 조사에서 뉴질랜드인의 10%가 피해를 입었다. 이는 온라인 활동 증가와 관련된 전 세계적인 추세를 반영한다.

### 강력범죄율
뉴질랜드에서 강력범죄는 다른 사람에 대한 신체적 힘 또는 힘의 위협을 포함하는 행위로 정의된다. 여기에는 살인(살인 및 과실치사), 강도, 폭행(중상해, 심각한 폭행, 경미한 폭행), 성폭행, 가정폭력(친밀한 파트너 폭력 및 아동 학대 포함), 납치 및 유괴, 협박 및 위협이 포함된다. 이러한 범죄는 주로 1961년 범죄법 및 관련 법률에 성문화되어 있다.
그러나 이러한 범죄는 경미한 폭행(벌금 또는 단기 징역형에 처할 수 있음)에서 종신형에 처할 수 있는 살인과 같은 가장 심각한 범죄에 이른다. 법은 또한 무기 사용, 피해자의 취약성(예: 어린이, 가족 구성원), 또는 범죄자의 의도와 같은 요인에 따라 이러한 범죄의 가중 처벌 형태를 인정한다.
테 아라 뉴질랜드 백과사전에 따르면, 강력범죄는 제2차 세계대전 이후 점진적으로 증가하여 1985년 인구 100,000명당 640건에서 1996년 1,562건으로 최고치를 기록한 후 변동했지만 높은 수준을 유지했다. 그러나 이 데이터는 경미한 폭행과 심각한 강력범죄를 구분하지 않는다.

#### 범죄 대신 피해를 기록하는 것
2015년 경찰은 강력범죄를 기록하는 방식을 변경하여 범죄 건수를 세는 시스템에서 피해 건수를 세는 시스템으로 전환했다. 이러한 변화는 2015년 이전과 이후의 데이터가 비교 불가능하다는 것을 의미한다. 집계 규칙과 초점이 근본적으로 다르기 때문이다. 2015년에서 2023년 사이에 강력범죄 피해 건수는 33% 증가했는데, 이는 주로 이러한 기록 방식의 변화 때문이었다. 이러한 피해 보고서는 기록된 유죄 판결과는 다르며, 기록된 유죄 판결은 훨씬 낮다.

### 살인율
범죄학자들은 일반적으로 살인율(살인 및 과실치사를 포함)이 다른 범죄 통계보다 강력범죄의 더 신뢰할 수 있는 지표라고 간주한다. 살인은 가장 심각한 형태의 폭력이며 해석의 여지가 가장 적어 법적 정의, 보고 관행, 다른 강력범죄에 비해 과소 보고 등의 차이에 덜 취약하기 때문이다.
20세기 상반기에는 살인율이 낮았다. 1960년 뉴질랜드는 약 2,377,000명의 인구로 16건의 살인을 기록했다. 그 이후부터 살인율은 급격히 증가하여 1990년대 초반에 최고치를 기록했다. 이러한 패턴은 이 기간 동안 다른 서구 국가들의 추세를 반영했다. 1992년 92건의 살인으로 최고치를 기록한 후 살인율은 꾸준히 감소하기 시작했다. 2010년대에는 뉴질랜드의 살인율이 20년 전과 비교하여 거의 절반으로 떨어졌다. 연간 살인 사건 최저 수치는 2017년의 46건이었다. 그러나 그 이후의 평균 살인 사건 수는 73건이다.

## 범죄의 원인
범죄에 기여하는 주요 요인들은 복잡하고 다면적이며, 사회적, 경제적, 심리적, 생물학적 영향의 조합을 포함한다. 연구에서 확인된 주요 요인들은 다음과 같다:
- 빈곤, 경제적 어려움, 실업, 소득 불평등은 더 높은 범죄율과 강하게 연관되어 있다.[51]
- 심리적 및 정서적 학대, 방치, 가정폭력, 부모의 부실한 감독, 부모의 범죄를 포함한 불우한 어린 시절 경험은 미래의 범죄 행동 위험을 증가시킨다.[52]
- 약물 남용 및 중독은 판단력을 손상시키고 억제력을 낮추며, 개인이 중독을 유지하기 위해 범죄를 저지르도록 유도한다.[53]
- 비행 청소년과의 교류, 고범죄 지역 거주, 부정적인 사회적 영향.[54]
- 정신 질환, 낮은 지능, 충동성, 특정 신경학적 또는 호르몬 요인은 특히 치료되지 않을 경우 범죄 행위 가능성을 증가시킬 수 있다.[55]
- 학교 성적 부진, 교육 기회 부족, 낮은 학력.[56]
- 높은 수준의 폭력 노출, 지역사회 지원 부족, 열악한 생활 환경은 범죄 발생 가능성이 높은 환경을 조성할 수 있다.[57]

### 뉴질랜드의 범죄 원인 포럼
2009년 의회에서 개최된 뉴질랜드 범죄 원인에 대한 포럼에서는 주로 다음과 같은 범죄에 기여하는 사회경제적 요인들을 확인했다: "가족 기능 장애; 아동 학대; 낮은 교육 성취도; 유해한 음주 및 약물 사용; 정신 건강 불량; 아동 및 청소년의 심각한 행동 문제; 그리고 범죄 행동의 세대 간 전승." 이 포럼은 "이러한 문제들 중 다수는 사회경제적으로 불리한 가족과 지역사회에 집중되어 있다"고 언급했다.
식민주의의 영향에 대한 연구는 이러한 생활 환경이 비마오리족보다 마오리족 가정에 더 영향을 미칠 가능성이 있음을 시사한다. 사법 시스템의 제도적 편견 또한 마오리족이 감옥에 가는 상대적으로 높은 비율에 기여한다.

### 알코올 남용
2010년 법률 위원회는 뉴질랜드에서 알코올로 인한 피해에 대한 보고서를 발표했으며, 뉴질랜드에서 발생하는 모든 범죄의 80%가 알코올과 약물에 취한 상태에서 발생했다고 지방 법원 판사들의 말을 인용했다.
문제를 해결하기 위해 정부는 법률 위원회에 뉴질랜드의 주류 법률에 대한 포괄적인 조사를 요청했다. 위원회는 수천 건의 제출을 받았고, 조사는 2년 이상 소요되어 500페이지에 달하는 심층 보고서인 Alcohol in Our Lives: Curbing the Harm을 발표했다. 정부는 위원회가 제시한 덜 중요한 권고 사항 중 다수를 알코올 개혁 법안에 포함시켰다. 그러나 이 법안은 위원회가 제시한 6가지 핵심 증거 기반 권고 사항을 다루지 못했다는 이유로 보건 전문가들로부터 광범위하게 비판받았다.

### 메스암페타민
2000년 이후 메스암페타민 사용은 살인, 폭행, 가정폭력 등 강력범죄 증가와 강하게 연관되어 있다. 경찰 및 연구 보고서는 메스암페타민 상습 사용자가 범죄 및 폭력 활동에 연루될 가능성이 더 높으며, 메스암페타민 관련 폭력이 다른 약물과 관련된 폭력보다 종종 더 심각하다는 점을 일관되게 강조한다. 2007년까지 적발된 비밀 실험실의 73%가 조직 범죄와 관련이 있었으며, 이들 현장의 상당수에서 무기가 발견되었다.

## 범죄자의 특징
다음 특성들은 뉴질랜드의 범죄자들 사이에서 흔히 나타난다. 이러한 특성들은 자주 겹치는데, 이는 전형적인 범죄자가 상당한 경제적, 사회적 박탈, 제한된 교육 및 여러 건강 문제를 겪는 젊은 마오리 남성일 수 있다는 것을 의미한다.
- 성별: 2014년 뉴질랜드에서 기소된 범죄의 대다수는 남성이 저지른 것이었다. 2014년 경찰에 체포된 사람의 약 79%가 남성이었으며, 남성 대 여성 비율은 거의 4:1이었다.[64] 2025년 3월 31일 현재 뉴질랜드의 남성 대 여성 수감자 비율은 약 12.4대 1이다. 수감자의 약 92.5%가 남성이고 7.5%만이 여성이다.[65]

- 연령: 범죄자들은 십대부터 범죄를 저지르기 시작하는 젊은 남성들인 경향이 있다. 최초 체포는 종종 15세만큼 이른 나이에 발생한다. 감옥에 있는 고위험 범죄자들의 평균 연령은 약 27세이다. 많은 이들이 어린 시절의 학대, 방치 또는 피해의 이력을 가지고 있으며, 가족 기능 장애, 부모 갈등 및 감독 부족을 경험한다.[66]

- 제한된 교육 및 고용: 범죄자의 상당수는 낮은 교육 성취도를 가지고 있다. 많은 이들이 일찍(15세 이하) 학교를 그만두고 자격이나 직업 기술이 없다. 실업은 흔하며, 감옥에 있는 범죄자의 60%까지가 수감 전 실업 상태였다.[67]

- 중독: 약물 또는 알코올 중독이 만연하며, 범죄의 최대 80%가 물질의 영향을 받아 발생하는 것으로 추정된다. 이러한 물질 사용은 종종 어린 시절의 기능 장애로 인한 트라우마와 고통을 완화하기 위해 십대 초반에 시작된다.[68]

- 민족: 뉴질랜드의 범죄 통계는 마오리족의 과도한 대표성으로 인해 복잡하다. 마오리족이 전체 인구의 16%만을 차지함에도 불구하고, 모든 범죄 체포의 42%와 수감자의 51%가 마오리족이라고 밝힌다.[69] 마오리 여성의 경우 상황은 더욱 심각하여, 여성 수감자의 약 60%를 차지한다.[59]

- 갱단 소속: 수감자의 약 35%가 갱단 소속이며, 갱단 구성원의 70%는 마오리족이다. 갱단 가입은 종종 기능 장애 가정 배경으로 인한 소속감 추구와 관련이 있다. 이 수치는 최근 수십 년 동안 크게 증가했다. 1983년에는 수감자 인구의 약 4%만이 갱단 소속이었다.[70]

- 이전 피해: 뉴질랜드에서 '범죄자'로 감옥에 갇히는 사람들 중 상당수는 어릴 적 필요가 충족되지 않은 '피해자'였다. 2019년 법무부 보고서에 따르면, 심각한 범죄를 저지른 10세에서 13세 아동의 97%가 오랑가 타마리키에 이전 아동 복지 통보를 받았으며, 이는 이전 학대 또는 방치를 나타낸다. 14세에서 16세 청소년 범죄자의 87%는 이전 돌봄 및 보호 문제를 경험했으며, 80%는 가정폭력을 경험했다.[71] 그리고 여성 수감자의 75%는 성폭력 및 가정폭력의 피해자였다.[72]

## 피해자의 특징
경제적 불이익과 사회적 박탈은 뉴질랜드에서 범죄 피해자가 되는 주요 요인이다. 피해는 경제적 어려움, 사회적 고립, 범죄 예방 또는 회복을 위한 자원 부족과 같은 여러 취약성을 겪는 사람들 사이에서 집중된다. 2009년 연구에 따르면 범죄의 50% 이상이 인구의 6%만이 경험했으며, 만성 피해자(1년에 5건 이상의 범죄를 경험하는 사람)는 젊은, 마오리족, 실업자이거나 재정적으로 어려움을 겪는 가구에 속할 가능성이 더 높았다.
- 민족: 마오리족은 다른 민족 집단에 비해 피해 위험이 더 높다고 일관되게 확인된다. 이러한 높은 위험은 민족성 자체보다는 젊은 연령대와 박탈 지역 거주율이 높다는 점과 관련이 있다.[74]

- 연령: 젊은 사람들, 특히 15-24세는 범죄의 피해자가 될 가능성이 더 높으며, 여기에는 다중 또는 반복 피해도 포함된다.[75]

- 성별 및 성적 지향: 여성은 성폭행을 경험할 가능성이 더 높으며, 게이, 레즈비언, 양성애자 또는 기타 다양한 성적 지향을 가진 사람들은 일반 인구보다 훨씬 더 높은 성폭행률을 보고한다.[76]

- 장애: 장애가 있는 성인은 개인 범죄 및 가구 범죄를 모두 경험할 가능성이 더 높다.[77]

- 혼인 및 가구 상태: 독신자, 사실혼 관계에 있는 사람, 한부모 가구 또는 플랫메이트와 함께 사는 사람은 위험이 더 높으며, 노동력에 속하지 않는 사람(예: 가사, 학생)도 마찬가지다.[78]

## 수감률
뉴질랜드에서는 대부분의 서구 민주주의 국가와 마찬가지로 수감률은 주로 형사 정책 및 선고법의 추세에 달려 있다. 특히 판사의 지역사회 기반 선고 옵션 이용 가능성, 구금 사용, 특정 범죄에 대한 최대 형량에 영향을 미치는 법률에 따라 달라진다. 형사 정책은 불가피하게 지배적인 정치적 분위기에 영향을 받는다. 웰링턴 빅토리아 대학교의 존 프랫 교수는 범죄가 주로 사회경제적 요인에 의해 주도되는 반면, 서구 국가들의 증가하는 수감률은 형벌 포퓰리즘에 의해 주도되었다고 말한다. 이는 주요 정당들이 더 긴 형량을 만들고 선고 전 구금 사용을 증가시키는 법률을 제안함으로써 "범죄에 강경하다"는 것을 보여주기 위해 서로 경쟁하는 과정이다. 뉴스 매체는 폭력 범죄를 선정적으로 보도함으로써 형벌 포퓰리즘에 기여한다.

### 폭력 범죄자와 비폭력 범죄자
범죄가 증가하고 있다는 인식과 함께, 뉴질랜드의 대부분의 수감자들이 폭력 범죄로 유죄 판결을 받았다는 또 다른 흔한 오해가 있다. 이러한 견해는 2024년 12월 교정부의 수감자 인구 스냅샷을 통해 뒷받침되는데, 이는 수감자 인구의 54% 이상이 성범죄 또는 폭력 범죄로 형을 복역하거나 기소된 상태임을 발견했다.
그러나 이 스냅샷에는 아직 유죄 판결을 받지 않은 구금된 수감자들도 포함되어 있다. 또한 수감자 인구가 매우 유동적이며, 매년 약 20,000명이 감옥에서 시간을 보낸다는 현실을 무시한다. 대부분은 2년 이하의 형을 선고받고 형기 중간에 석방된다. 그들의 범죄가 그렇게 심각하지 않았기 때문이다. 특정 시점에 유죄 판결을 받은 수감자가 약 6,000명뿐이므로, 이는 2024년에 감옥에서 시간을 보낸 약 14,000명의 뉴질랜드인들이 스냅샷이 찍힌 날에는 감옥에 없었다는 것을 의미한다.
유죄 판결을 받은 수감자들(구금된 수감자와 대조적으로)을 구체적으로 살펴보면, 2023-2024년 통계청 데이터에 따르면 약 39.1%가 강력범죄(살인, 상해 의도 행위, 성폭행, 납치, 괴롭힘, 강도 포함)로 유죄 판결을 받았다. 이는 유죄 판결을 받은 수감자의 약 60%가 마약 거래, 상점 절도, 절도, 음주 운전 또는 심지어 법원 명령 위반과 같은 비폭력 범죄로 수감되어 있음을 의미한다.

### 비율
- 1950년대–1970년대:

20세기 중반 뉴질랜드의 수감자 수는 비교적 낮고 안정적이었다. 1950년대의 교도소 시스템은 1920년대 이후 거의 변하지 않았다. 1950년 뉴질랜드 교도소에는 1,043명이 수감되어 있었으며, 총 뉴질랜드 인구가 약 1,970,500명이었음을 고려하면 인구 100,000명당 약 53명의 수감자 비율이었다.
- 1980년대–2000년대:

1980년대 이후 뉴질랜드는 수감률이 크게 증가했다. 1990년대와 2000년대 초반의 법률 변경, 예를 들어 2002년 선고법 및 2002년 가석방법은 평균 형량이 크게 증가하지 않았음에도 불구하고 범죄자들이 징역형을 받을 가능성을 높였다. 그 결과, 수감자 수는 1993년 3,763명에서 2011년 12월 8,433명으로 두 배 이상 증가했다. 2011년 5월까지 수감률은 인구 100,000명당 199명에 달하여 뉴질랜드가 OECD에서 가장 높은 순위 중 하나가 되었다.
- 2010년대–2020년대:

수감률은 계속 변동했다. 2018년에는 인구 100,000명당 214명으로 최고치를 기록했는데, 당시 오스트레일리아(172명)와 잉글랜드 및 웨일스(140명)보다 높았다. 그러나 노동당 주도 정부는 뉴질랜드에서 처음으로 수감자 수를 줄이려고 노력했으며, 15년 동안 30% 감축 목표를 설정했다. 2022년까지 수감자 수는 거의 3,000명 감소했으며, 비율은 인구 100,000명당 149명으로 감소하여 잉글랜드 및 웨일스(134명)에 더 가까워지고 오스트레일리아(165명)보다는 낮아졌다.
- 현재 비율:

2025년 3월 현재 수감률은 인구 100,000명당 197명이며, 총 수감자 수는 약 10,488명이다. 이 비율은 유사 국가들과 비교할 때 여전히 높다. 예를 들어, 캐나다의 약 두 배이며 오스트레일리아와 잉글랜드보다 훨씬 높다.

## 같이 보기
- 뉴질랜드의 부패
- 뉴질랜드의 갱단
- 국가별 수감률 목록
- 뉴질랜드의 테러리즘
- 뉴질랜드의 여성에 대한 폭력
- 뉴질랜드의 대마초
- 뉴질랜드의 속도 제한
- 뉴질랜드의 낙태
- 뉴질랜드의 총기 법률
- 뉴질랜드의 법률 보조
- 뉴질랜드의 여성 할례
- 뉴질랜드의 강제 결혼
- 뉴질랜드의 매춘
- 뉴질랜드의 수감자 권리
- 뉴질랜드의 불합리한 수색 및 압수
- 뉴질랜드의 사형
- 뉴질랜드의 아동 학대
- 뉴질랜드의 신성모독법
- 뉴질랜드의 공급 추정
- 뉴질랜드의 쓰레기
- 뉴질랜드의 알코올
- 뉴질랜드의 검열
- 뉴질랜드의 형사 사법

조직
- 캔터베리 형사 개혁을 위한 하워드 연맹
- 이웃 지원
- 현명한 선고 신탁

## 추가 자료
- Newbold, Greg (2000). 《Crime in New Zealand》. New Plymouth NZ: Dunmore Press. ISBN 0-86469-348-6.

형사법
- “Crimes Act 1961 No. 43”. Parliamentary Counsel Office. 2015년 7월 3일. 2015년 8월 2일에 확인함.
- “Criminal Procedure Act 2011 No. 81”. Parliamentary Counsel Office. 2015년 7월 1일. 2015년 8월 2일에 확인함.
- “Sentencing Act 2002 No. 9”. Parliamentary Counsel Office. 2015년 7월 1일. 2015년 8월 2일에 확인함.